# Karl Bourscheid
Karl Bourscheid (* 17. Dezember 1915 in Oberhausen; † 11. Dezember 1997) war ein deutscher Politiker der CDU.

## Ausbildung und Beruf
Karl Bourscheid besuchte die Volksschule, die Oberrealschule und die Handelsschule. Er absolvierte eine kaufmännische Ausbildung. 1937 legte er die Handlungsgehilfenprüfung ab. Von 1937 bis 1946 arbeitete er als Bilanzbuchhalter. Ab 1956 war er als kaufmännischer Angestellter bei den Babcock- & Wilcox-Dampfkessel-Werken AG., Oberhausen tätig.

## Politik
Karl Bourscheid war Mitglied der CDU. Von 1946 bis 1948 und ab 1952 war er Stadtverordneter in Oberhausen. Ab 1956 fungierte er als Fraktionsvorsitzender der CDU im Rat der Stadt Oberhausen. Er wirkte von 1947 bis 1956 als Kreisgeschäftsführer der CDU.
Karl Bourscheid war vom 21. Juli 1958 bis zum 20. Juli 1962 direkt gewähltes Mitglied des 4. Landtages von Nordrhein-Westfalen für den Wahlkreis 074 Oberhausen I.